# Adam Murimuth
Adam Murimuth, né en 1274 ou 1275 et mort en 1347, est un religieux et chroniqueur anglais.

## Biographie
Né en 1274 ou 1275, il étudie le droit civil à l'Université d'Oxford. Entre 1312 et 1318, il exerce à la curie pontificale d'Avignon. Le roi Édouard II d'Angleterre et l'archevêque Robert Winchelsey comptent parmi ses clients, et ses services juridiques lui assurent les canonicats des cathédrales d'Hereford et de Saint-Paul, ainsi que d'être le precentor de la cathédrale d'Exeter. En 1331, il se retire à la campagne, à Wraysbury où il se consacre à l'écriture de sa Chronique.

## LaChronique
La chronique s'intitule Chronicon, sive res gestae sui temporis quibus ipse interfuit, res Romanas et Gallicas Anglicanis intertexens, 1302-1343. Commencée vers 1325, elle relate les faits entre 1303 et 1347, année de sa mort. Si le début est peu développé, la Chronique s'étoffe vers 1340 et est particulièrement précieuse au sujet de l'histoire des guerres de France. Murimuth donne un récit sobre des événements, incorporant de nombreux documents dans la dernière partie du livre. Les Annales de Saint-Paul éditées par l'évêque William Stubbs sont étroitement liés au travail de Murimuth. Une suite anonyme est donnée jusqu'en 1380, après la mort de Murimuth.
La seule édition complète de la Chronique est celle d'Edward Maunde Thompson chez Rolls en 1889. La suite anonyme est imprimée dans l'édition de Thomas Hog de Murimuth, à Londres en 1846.